# جورج والدن
جورج والدن (بالإنجليزية: George Walden)‏ هو دبلوماسي وصحفي وسياسي بريطاني، ولد في 15 سبتمبر 1939. حزبياً، نشط في حزب المحافظين.

## مناصب
- انتخب Principal Private Secretary to the Secretary of State for Foreign and Commonwealth Affairs [الإنجليزية]‏ (1978 – 1981).
- في الانتخابات العمومية للمملكة المتحدة 1983 [الإنجليزية]‏، انتخب عضو البرلمان التاسع والأربعون للمملكة المتحدة عن دائرة باكنغهام خلال فترته النيابية ‏ (9 يونيو 1983 – 18 مايو 1987).
- في الانتخابات العمومية للمملكة المتحدة 1987 [الإنجليزية]‏، انتخب عضو البرلمان الخمسون للمملكة المتحدة عن دائرة باكنغهام وقد انضم خلال فترته النيابية ‏ (11 يونيو 1987 – 16 مارس 1992) للكتلة البرلمانية حزب المحافظين.
- في الانتخابات العامة في المملكة المتحدة 1992 [الإنجليزية]‏، انتخب عضو البرلمان الحادي والخمسون للمملكة المتحدة عن دائرة باكنغهام خلال فترته النيابية ‏ (9 أبريل 1992 – 8 أبريل 1997).